# Liste der Mitglieder des Deutschen Bundestages (1. Wahlperiode)
Die Liste gibt einen Überblick über alle Mitglieder des Deutschen Bundestages der 1. Wahlperiode (1949–1953).

## Zusammensetzung
Nach der Bundestagswahl 1949 setzte sich der Deutsche Bundestag wie folgt zusammen:
| Fraktion                                           | Beginn der Legislaturperiode | Ende der Legislaturperiode | Zugänge | Abgänge | Saldo    |
| -------------------------------------------------- | ---------------------------- | -------------------------- | --- | --- | -------- |
| CDU/CSU                                            | 139 (2)                      | 145 (5)                    | 1. Edert (Gast) 2. Semler (Nachwahl) 3. Frhr. v. Fürstenberg 4. Rahn 5. Glasmeyer 6. Fink 7. Wittmann (Gast) 8. Donhauser | 1. Bodensteiner 2. Hagge | +6 (3)   |
| SPD                                                | 131 (5)                      | 130 (9)                    | 1. Merten (Nachwahl) | 1. Schönauer † 2. Stopperich † | −1 (+4)  |
| FDP                                                | 52 (1)                       | 50 (5)                     | 1. Freudenberg (Gast) 2. Miessner 3. Friedrich (Gast) 4. Hagge | 1. Leuchtgens 2. Friedrich 3. Rüdiger † 4. Langer 5. Zawadil 6. Freudenberg | −2 (+4)  |
| DP DP/DPB                                          | 17                           | 19                         | 1. Leuchtgens 2.–8. DPB (WAV) 9. Bahlburg (Gast) 10. Fricke (Nachwahl) 11. Frommhold (Gast) 12. Ott (Gast) 13. Bieganowski 14. Zawadil | 1. Hedler 2. Bahlburg 3. Paschek † 4. Wittmann 5. Ott 6. Bahlburg 7. Bieganowski 8. Reindl 9. Schmidt (Bayern) 10. Wallner 11. Frommhold 12. Leuchtgens | +2       |
| BP bis 14. Dezember 1951                           | 17                           | –                          | – | 1. Aumer 2. Donhauser 3. Rahn 4. Frhr. v. Fürstenberg | −17      |
| Föderalistische Union ab 14. Dezember 1951         | –                            | 18                         | 1.–22. Abg. von BP und Zentrum 23. Clausen (Gast) | 1. Fink 2. Wessel 3. Etzel (Bamberg) 4. Arnold 5. Clausen | +18      |
| KPD                                                | 15                           | 14                         | – | 1. Müller (Hannover) | −1       |
| WAV bis 6. Dezember 1951, erneut ab 29. April 1953 | 12                           | 5                          | 1. Ott (Gast) 2. Rahn (Gast) 3. Dorls (Gast) 4. Richter (Niedersachsen) (Gast) 5. Paschek – 1. Hedler 2. Goetzendorff 3. Langer 4. Loritz 5. Reindl | 1. Goetzendorff 2. Paschek 3. Fröhlich 4. Ott 5. Tichi 6. Weickert 7. Rahn 8. Dorls 9. Richter (Niedersachsen) 10.–16. DPB: Löfflad, Paschek, Schuster, Schmidt (Bayern), Reindl, Wallner und Wittmann 17. Loritz                                                                         | −7       |
| Zentrum bis 14. Dezember 1951                      | 10                           | –                          | – | 1. Glasmeyer | −10      |
| DRP/Nationale Rechte bis 5. Oktober 1950           | 5                            | –                          | 1. Leuchtgens 2. Hedler (Gast) 3. Goetzendorff (Gast) 4. Paschek (Gast) | 1. Dorls 2. Richter (Niedersachsen) 3. Hedler 4. Miessner „Rest der Fraktion“: 5. Frommhold 6. Goetzendorff 7. Leuchtgens 8. Paschek 9. von Thadden | −5       |
| BHE/DG 13. Oktober 1950 bis 21. März 1952          | –                            | –                          | 1. Fröhlich 2. Ott 3. Tichi 4. Weickert 5. Friedrich | 1. Weickert † 2.–5. Rest der Gruppe | –        |
| Fraktionslos                                       | 4                            | 20                         | 1. Dorls 2. Hedler 3. Müller (Hannover) 4. Richter (Niedersachsen) 5. Aumer 6. Donhauser 7. Rahn 8. Hedler 9. Friedrich 10.–14. Rest der NR-Fraktion 15. Frhr. v. Fürstenberg 16. Bahlburg 17. Dorls 18. Richter (Niedersachsen) 19. Loritz 20.–23. Rest der BHE/DG 24. Bieganowski (Nachrücker WAV) 25. Keller (Nachrücker WAV) 26. Wittmann 27. Langer 28. Ott 29. Bahlburg 30. Wessel 31. Bodensteiner 32. Etzel (Bamberg) 33. Freudenberg 34. Bieganowski 35. Reindl 36. Schmidt (Bayern) 37. Wallner 38. Arnold 39. Frommhold 40. Clausen 41. Leuchtgens | 1. Edert 2. Freudenberg 3. Hedler 4. Ott 5. Rahn 6. Friedrich 7. Leuchtgens 8. Dorls 9. Richter (Niedersachsen) 10. Frhr. v. Fürstenberg 11. Paschek 12. Clausen 13. Bahlburg 14. Frommhold 15. Ott 16. Friedrich 17. Bieganowski 18. Wittmann 19. Donhauser 20. Dorls 21.–25. WAV-Gruppe | +16      |
| Gesamt                                             | 402 (8)                      | 401 (19)                   | – | – | −1 (+11) |

In der Klammer steht die Anzahl der Berliner Abgeordneten.
Am 1. Februar 1952 traten weitere 11 Berliner Abgeordnete in den Bundestag ein (CDU: 3, SPD: 4, FDP: 4).
Am 23. Oktober 1952 wurde dem Abgeordneten Dorls das Mandat aberkannt. Für Dorls rückte niemand in den Bundestag nach.

## Präsidium
- Präsident des Deutschen Bundestages
Erich Köhler bis 18. Oktober 1950
Hermann Ehlers ab 19. Oktober 1950

- Vizepräsidenten des Deutschen Bundestages
Carlo Schmid (SPD)
Hermann Schäfer (FDP)

## Wahlen zum Präsidium

### Konstituierende Sitzung am 7. September 1949
| Name                     | Partei | abgegebene Stimmen | benötigte Mehrheit | Ja          | Nein        | Gegenkandidat | Partei      | Stimmen für Gegenkandidaten | Enthaltungen | ungültige Stimmen |
| ------------------------ | ------ | ------------------ | ------------------ | ----------- | ----------- | ------------- | ----------- | --------------------------- | ------------ | ----------------- |
| Erich Köhler (Präsident) | CDU    | 402                | 202                | 346         | -           | Johannes Böhm | SPD         | 15                          | 41           | 0                 |
| Carlo Schmid             | SPD    | -                  | 202                | Akklamation | Akklamation | Akklamation   | Akklamation | Akklamation                 | Akklamation  | Akklamation       |
| Hermann Schäfer          | FDP    | -                  | 202                | Akklamation | Akklamation | Akklamation   | Akklamation | Akklamation                 | Akklamation  | Akklamation       |

### Nachwahl zum Präsidenten am 19. Oktober 1950
| Name           | Partei | abgegebene Stimmen | benötigte Mehrheit | Ja  | Nein | Gegenkandidaten      | Partei | Stimmen für Gegenkandidaten | Enthaltungen | ungültige Stimmen |
| -------------- | ------ | ------------------ | ------------------ | --- | ---- | -------------------- | ------ | --------------------------- | ------------ | ----------------- |
| Hermann Ehlers | CDU    | 325                | 163                | 201 | 3    | Kurt Georg Kiesinger | CDU    | 55                          | 59           | 0                 |
| Hermann Ehlers | CDU    | 325                | 163                | 201 | 3    | Michael Horlacher    | CSU    | 3                           | 59           | 0                 |
| Hermann Ehlers | CDU    | 325                | 163                | 201 | 3    | Karl Kahn            | CSU    | 1                           | 59           | 0                 |
| Hermann Ehlers | CDU    | 325                | 163                | 201 | 3    | Alfred Loritz        | WAV    | 1                           | 59           | 0                 |
| Hermann Ehlers | CDU    | 325                | 163                | 201 | 3    | Carlo Schmid         | SPD    | 1                           | 59           | 0                 |
| Hermann Ehlers | CDU    | 325                | 163                | 201 | 3    | Hans Tichi           | WAV    | 1                           | 59           | 0                 |

## Fraktionsvorsitzende
| Fraktion                                                                        | Vorsitzender                   | Bemerkungen                     |
| ------------------------------------------------------------------------------- | ------------------------------ | ------------------------------- |
| CDU/CSU-Bundestagsfraktion                                                      | Konrad Adenauer                | bis 21. September 1949          |
| CDU/CSU-Bundestagsfraktion                                                      | Heinrich von Brentano          | ab 30. September 1949           |
| SPD-Bundestagsfraktion                                                          | Kurt Schumacher                | verstorben am 20. August 1952   |
| SPD-Bundestagsfraktion                                                          | Erich Ollenhauer               | ab 7. Oktober 1952              |
| FDP-Bundestagsfraktion                                                          | Theodor Heuss                  | bis 12. September 1949          |
| FDP-Bundestagsfraktion                                                          | Hermann Schäfer                | bis 10. Januar 1951             |
| FDP-Bundestagsfraktion                                                          | August-Martin Euler            | bis 6. Mai 1952                 |
| FDP-Bundestagsfraktion                                                          | Hermann Schäfer                | ab 6. Mai 1952                  |
| DP-Bundestagsfraktion DP/DPB-Bundestagsfraktion Dezember 1951 bis Dezember 1952 | Heinrich Hellwege              | bis 2. November 1949            |
| DP-Bundestagsfraktion DP/DPB-Bundestagsfraktion Dezember 1951 bis Dezember 1952 | Friedrich Klinge               | verstorben am 21. Dezember 1949 |
| DP-Bundestagsfraktion DP/DPB-Bundestagsfraktion Dezember 1951 bis Dezember 1952 | Hans Mühlenfeld                | bis 15. März 1953               |
| DP-Bundestagsfraktion DP/DPB-Bundestagsfraktion Dezember 1951 bis Dezember 1952 | Hans-Joachim von Merkatz       | ab 17. März 1953                |
| BP-Bundestagsfraktion bis 14. Dezember 1951                                     | Gebhard Seelos                 | bis 25. September 1951          |
| BP-Bundestagsfraktion bis 14. Dezember 1951                                     | Hugo Decker                    | ab 25. September 1951           |
| KPD-Bundestagsfraktion bis 31. Dezember 1951 Gruppe der KPD ab 16. Januar 1952  | Max Reimann                    |                                 |
| WAV-Bundestagsfraktion bis 13. Oktober 1950 Gruppe der WAV ab 29. April 1953    | Alfred Loritz                  |                                 |
| Bundestagsfraktion des Zentrums bis 14. Dezember 1951                           | Helene Wessel                  |                                 |
| Bundestagsfraktion der Föderalistischen Union ab 14. Dezember 1951              | Hugo Decker (BP) gemeinsam mit |                                 |
| Bundestagsfraktion der Föderalistischen Union ab 14. Dezember 1951              | Helene Wessel (Zentrum)        | bis Februar 1952                |
| Bundestagsfraktion der Föderalistischen Union ab 14. Dezember 1951              | Otto Pannenbecker (Zentrum)    | seit 20. Februar 1952           |

## Bundesregierung
- 15. September 1949
Konrad Adenauer wird mit 202:142:44 Stimmen zum Bundeskanzler gewählt.
Er bildet daraufhin die folgende Regierung: Kabinett Adenauer I

## Ausschüsse
- Der 1. Deutsche Bundestag bildete die folgenden Ausschüsse:
 Bundestagsausschüsse des 1. Deutschen Bundestages

## Abgeordnete
| Mitglied des Bundestages                               | Lebens- daten | Partei     | Bundesland/ Landesliste  | Wahlkreis                         | Stimmen in % | Bemerkungen |
| ------------------------------------------------------ | ------------- | ---------- | ------------------------ | --------------------------------- | ------------ | --- |
| Konrad Adenauer                                        | 1876–1967     | CDU        | Nordrhein-Westfalen      | Bonn                              | 54,9         | Vorsitzender der CDU/CSU-Bundestagsfraktion (1. bis 21. September 1949), Bundeskanzler (seit 15. September 1949) |
| Willi Agatz                                            | 1904–1957     | KPD        | Nordrhein-Westfalen      |                                   |              | |
| Adolf Ahrens                                           | 1879–1957     | DP         | Bremen                   |                                   |              | |
| Johannes Albers                                        | 1890–1963     | CDU        | Nordrhein-Westfalen      | Köln III                          | 43,4         | |
| Luise Albertz                                          | 1901–1979     | SPD        | Nordrhein-Westfalen      |                                   |              | |
| Lisa Albrecht                                          | 1896–1958     | SPD        | Bayern                   |                                   |              | |
| Jakob Altmaier                                         | 1889–1963     | SPD        | Hessen                   | Hanau                             | 31,9         | |
| Rudolf Amelunxen                                       | 1888–1969     | Zentrum    | Nordrhein-Westfalen      |                                   |              | ausgeschieden am 7. Oktober 1949 |
| Maria Ansorge                                          | 1880–1955     | SPD        | Nordrhein-Westfalen      |                                   |              | eingetreten am 17. November 1951 für Karl Brunner |
| Anton von Aretin                                       | 1918–1981     | BP         | Bayern                   | Vilshofen                         | 36,7         | ab 14. Dezember 1951 FU |
| Josef Arndgen                                          | 1894–1966     | CDU        | Hessen                   | Limburg                           | 38,6         | |
| Adolf Arndt                                            | 1904–1974     | SPD        | Hessen                   | Hersfeld                          | 33,8         | |
| Otto Arnholz                                           | 1894–1988     | SPD        | Niedersachsen            | Braunschweig-Stadt                | 31,3         | |
| Thea Arnold                                            | 1882–1966     | Zentrum    | Nordrhein-Westfalen      |                                   |              | ab 14. Dezember 1951 FU, ab 9. Dezember 1952 fraktionslos (GVP) |
| Karl Atzenroth                                         | 1895–1995     | FDP        | Rheinland-Pfalz          |                                   |              | |
| Hermann Aumer                                          | 1915–1955     | BP         | Bayern                   | Ingolstadt                        | 29,8         | ab 8. September 1950 fraktionslos |
| Fritz Baade                                            | 1893–1974     | SPD        | Schleswig-Holstein       |                                   |              | |
| Wilhelm Bahlburg                                       | 1888–1958     | DP         | Niedersachsen            | Harburg – Soltau                  | 29,7         | ab 13. September 1951 fraktionslos, ab 24. Januar 1952 DP-Gast, ab 10. September 1952 fraktionslos |
| Siegfried Bärsch                                       | 1920–2008     | SPD        | Bremen                   | Bremen-West                       | 36,1         | |
| Walter Bartram                                         | 1893–1971     | CDU        | Schleswig-Holstein       | Segeberg – Neumünster             | 35,1         | nachgewählt am 4. Mai 1952 für Carl Schröter (CDU), eingetreten am 13. Mai 1952 |
| Friedrich Bauereisen                                   | 1895–1965     | CSU        | Bayern                   | Ansbach                           | 34,9         | |
| Bernhard Bauknecht                                     | 1900–1985     | CDU        | Württemberg-Hohenzollern | Biberach                          | 82,0         | |
| Joseph Baumgartner                                     | 1904–1964     | BP         | Bayern                   |                                   |              | ausgeschieden am 1. Januar 1951 |
| Georg Baur                                             | 1895–1975     | CDU        | Württemberg-Baden        | Göppingen                         | 26,9         | |
| Valentin Baur                                          | 1891–1971     | SPD        | Bayern                   |                                   |              | |
| Paul Bausch                                            | 1895–1981     | CDU        | Württemberg-Baden        | Böblingen                         | 29,8         | |
| Helmut Bazille                                         | 1920–1973     | SPD        | Württemberg-Baden        |                                   |              | |
| Josef Becker                                           | 1905–1996     | CDU        | Rheinland-Pfalz          | Zweibrücken                       | 46,6         | |
| Max Becker                                             | 1888–1960     | FDP        | Hessen                   |                                   |              | |
| Arno Behrisch                                          | 1913–1989     | SPD        | Bayern                   | Hof                               | 35,0         | |
| Karl Bergmann                                          | 1907–1979     | SPD        | Nordrhein-Westfalen      | Essen II                          | 38,9         | |
| Ludwig Bergsträsser                                    | 1883–1960     | SPD        | Hessen                   | Groß-Gerau                        | 38,8         | |
| August Berlin                                          | 1910–1981     | SPD        | Nordrhein-Westfalen      | Detmold                           | 33,9         | |
| Helmut Bertram                                         | 1910–1981     | Zentrum    | Nordrhein-Westfalen      |                                   |              | eingetreten am 3. November 1949 für Rudolf Amelunxen, ab 14. Dezember 1951 FU |
| Anton Besold                                           | 1904–1991     | BP         | Bayern                   | München-Land                      | 32,5         | ab 14. Dezember 1951 FU |
| Emil Bettgenhäuser                                     | 1906–1982     | SPD        | Rheinland-Pfalz          |                                   |              | |
| Anna Maria Bieganowski                                 | 1906–1986     | WAV        | Bayern                   |                                   |              | eingetreten am 21. März 1952 für Stephan Weickert (ursp. WAV, später BHE), ab 23. April 1952 DP/DPB, ab 9. Dezember 1952 fraktionslos |
| Karl Bielig                                            | 1898–1991     | SPD        | Niedersachsen            | Gandersheim – Salzgitter          | 35,2         | |
| Willi Birkelbach                                       | 1913–2008     | SPD        | Hessen                   | Frankfurt am Main II              | 39,3         | |
| Peter Blachstein                                       | 1911–1977     | SPD        | Hamburg                  | Hamburg I                         | 39,9         | |
| Martin Blank                                           | 1897–1972     | FDP        | Nordrhein-Westfalen      |                                   |              | |
| Theodor Blank                                          | 1905–1972     | CDU        | Nordrhein-Westfalen      | Borken – Bocholt – Ahaus          | 41,8         | Beauftragter des Bundeskanzlers für die mit der Vermehrung der alliierten Truppen zusammenhängenden Fragen ab 26. Oktober 1950 (siehe Amt Blank)                                                                                                |
| Paul Bleiß                                             | 1904–1996     | SPD        | Nordrhein-Westfalen      | Minden – Lübbecke                 | 41,8         | |
| Franz Blücher                                          | 1896–1959     | FDP        | Nordrhein-Westfalen      |                                   |              | Vizekanzler und Bundesminister für Angelegenheiten des Marshallplans (seit 20. September 1949) |
| Hans Bodensteiner                                      | 1912–1995     | CSU        | Bayern                   | Tirschenreuth                     | 35,7         | ab 14. November 1952 fraktionslos (GVP) |
| Johannes Böhm                                          | 1890–1957     | SPD        | Nordrhein-Westfalen      | Bielefeld – Halle                 | 46,6         | |
| Willy Brandt                                           | 1913–1992     | SPD        | Berlin                   |                                   |              | |
| Aenne Brauksiepe                                       | 1912–1997     | CDU        | Nordrhein-Westfalen      | Köln I                            | 42,2         | |
| Heinrich von Brentano                                  | 1904–1964     | CDU        | Hessen                   | Bergstraße                        | 35,3         | Vorsitzender der CDU/CSU-Bundestagsfraktion (seit 30. September 1949) |
| Wilhelm Brese                                          | 1896–1994     | CDU        | Niedersachsen            |                                   |              | |
| Hermann Brill                                          | 1895–1959     | SPD        | Hessen                   | Frankfurt am Main I               | 38,7         | |
| Else Brökelschen                                       | 1890–1976     | CDU        | Niedersachsen            |                                   |              | |
| Paul Bromme                                            | 1906–1975     | SPD        | Schleswig-Holstein       | Lübeck                            | 35,8         | |
| Josef Brönner                                          | 1884–1958     | CDU        | Württemberg-Baden        | Crailsheim                        | 35,5         | |
| Walter Brookmann                                       | 1901–1957     | CDU        | Schleswig-Holstein       | Kiel                              | 52,9         | |
| Eberhard Brünen                                        | 1906–1980     | SPD        | Nordrhein-Westfalen      | Duisburg I                        | 39,6         | |
| Karl Brunner                                           | 1905–1951     | SPD        | Nordrhein-Westfalen      |                                   |              | verstorben am 13. November 1951 |
| Gerd Bucerius                                          | 1906–1995     | CDU        | Hamburg                  | Hamburg III                       | 37,6         | |
| Carl von Campe                                         | 1894–1977     | DP         | Niedersachsen            |                                   |              | eingetreten am 23. Januar 1950 für Friedrich Klinge, ausgeschieden am 8. Januar 1952 |
| Hermann Clausen                                        | 1885–1962     | SSW        | Schleswig-Holstein       |                                   |              | ab 23. Januar 1952 FU-Gast, ab 3. Juli 1953 fraktionslos |
| Johann Cramer                                          | 1905–1987     | SPD        | Niedersachsen            | Wilhelmshaven – Friesland         | 32,6         | |
| Otto Dannebom                                          | 1904–1975     | SPD        | Nordrhein-Westfalen      | Dortmund III – Lünen              | 44,8         | |
| Robert Dannemann                                       | 1902–1965     | FDP        | Niedersachsen            | Oldenburg – Ammerland             | 24,8         | |
| Hugo Decker                                            | 1899–1985     | BP         | Bayern                   | Rosenheim                         | 30,4         | Vorsitzender der BP-Bundestagsfraktion (seit 25. September 1951) ab 14. Dezember 1951 FU Vorsitzender der FU-Bundestagsfraktion (seit 14. Dezember 1951)                                                                                        |
| Johannes Degener                                       | 1889–1959     | CDU        | Bremen                   |                                   |              | ausgeschieden am 31. Dezember 1951 |
| Thomas Dehler                                          | 1897–1967     | FDP        | Bayern                   |                                   |              | Bundesminister der Justiz (seit 20. September 1949) |
| Gregor Determann                                       | 1911–1993     | Zentrum    | Nordrhein-Westfalen      |                                   |              | ab 14. Dezember 1951 FU |
| Anton Diel                                             | 1898–1959     | SPD        | Rheinland-Pfalz          |                                   |              | |
| Maria Dietz                                            | 1894–1980     | CDU        | Rheinland-Pfalz          |                                   |              | |
| Hans Dirscherl                                         | 1889–1962     | FDP        | Bayern                   |                                   |              | |
| Clara Döhring                                          | 1899–1987     | SPD        | Württemberg-Baden        | Stuttgart I                       | 29,3         | |
| Anton Donhauser                                        | 1913–1987     | BP         | Bayern                   |                                   |              | ab 8. September 1950 fraktionslos, ab 17. September 1952 CSU |
| Fritz Dorls                                            | 1910–1995     | DKP-DRP    | Niedersachsen            |                                   |              | ab 13. Dezember 1950 WAV-Gast, ab 17. Januar 1951 WAV, ab 26. September 1951 fraktionslos, am 23. Oktober 1952 Mandatsaberkennung wegen des Verbots der SRP                                                                                     |
| August Dresbach                                        | 1894–1968     | CDU        | Nordrhein-Westfalen      | Oberbergischer Kreis              | 37,0         | |
| Anton Eberhard                                         | 1892–1967     | FDP        | Rheinland-Pfalz          |                                   |              | eingetreten am 3. Oktober 1952 für Wilhelm Nowack |
| Heinrich Eckstein                                      | 1907–1992     | CDU        | Niedersachsen            | Bersenbrück – Lingen              | 36,3         | |
| Eduard Edert                                           | 1880–1967     | unabhängig | Schleswig-Holstein       | Flensburg                         | 48,0         | CDU/CSU-Gast |
| Hermann Ehlers                                         | 1904–1954     | CDU        | Niedersachsen            |                                   |              | Präsident des Deutschen Bundestages (seit 19. Oktober 1950) |
| Hermann Ehren                                          | 1894–1964     | CDU        | Nordrhein-Westfalen      | Meschede – Olpe                   | 55,5         | |
| Willi Eichler                                          | 1896–1971     | SPD        | Nordrhein-Westfalen      |                                   |              | |
| Josef Eichner                                          | 1899–1979     | BP         | Bayern                   | Miesbach                          | 23,4         | ab 14. Dezember 1951 FU |
| Rudolf Eickhoff                                        | 1902–1983     | DP         | Niedersachsen            | Diepholz – Melle – Wittlage       | 34,2         | |
| Hans Ekstrand                                          | 1903–1969     | SPD        | Schleswig-Holstein       | Stormarn                          | 37,4         | |
| Hermann A. Eplée                                       | 1908–1973     | CDU        | Niedersachsen            |                                   |              | eingetreten am 16. Januar 1953 für Bernard Povel |
| Ludwig Erhard                                          | 1897–1977     | CDU        | Württemberg-Baden        | Ulm                               | 40,1         | Bundesminister für Wirtschaft (seit 20. September 1949) |
| Fritz Erler                                            | 1913–1967     | SPD        | Württemberg-Hohenzollern |                                   |              | |
| Franz Etzel                                            | 1902–1970     | CDU        | Nordrhein-Westfalen      | Rees – Dinslaken                  | 35,5         | ausgeschieden am 4. Januar 1953 |
| Hermann Etzel                                          | 1882–1978     | BP         | Bayern                   |                                   |              | ab 14. Dezember 1951 FU, ab 3. Dezember 1952 fraktionslos (GVP) |
| Peter Etzenbach                                        | 1889–1976     | CDU        | Nordrhein-Westfalen      | Siegkreis                         | 37,2         | |
| August-Martin Euler                                    | 1908–1966     | FDP        | Hessen                   | Fritzlar-Homberg                  | 35,5         | Vorsitzender der FDP-Bundestagsfraktion (10. Januar 1951 bis 6. Mai 1952) |
| Johannes Even                                          | 1903–1964     | CDU        | Nordrhein-Westfalen      | Bergheim – Euskirchen             | 47,8         | |
| Hans Ewers                                             | 1887–1968     | DP         | Schleswig-Holstein       |                                   |              | |
| Ernst Falkner                                          | 1909–1950     | BP         | Bayern                   |                                   |              | verstorben am 27. Oktober 1950 |
| Walter Faller                                          | 1909–2003     | SPD        | Baden                    |                                   |              | eingetreten am 4. Dezember 1951 für Gustav Herbig |
| Ernst Farke                                            | 1895–1975     | DP         | Niedersachsen            |                                   |              | |
| Heinrich Fassbender                                    | 1899–1971     | FDP        | Hessen                   |                                   |              | |
| Aloys Feldmann                                         | 1897–1965     | CDU        | Nordrhein-Westfalen      | Lippstadt – Brilon                | 48,7         | |
| Conrad Fink                                            | 1900–1981     | BP         | Bayern                   | Pfarrkirchen                      | 39,2         | ab 14. Dezember 1951 FU, ab 5. Januar 1952 CSU |
| Walter Fisch                                           | 1910–1966     | KPD        | Hessen                   |                                   |              | |
| Wilhelm Fischer                                        | 1904–1951     | SPD        | Bayern                   | Nürnberg – Fürth                  | 37,2         | verstorben am 21. Oktober 1951 |
| Egon Franke                                            | 1913–1995     | SPD        | Niedersachsen            | Stadt Hannover-Nord               |              | nachgewählt am 6. Mai 1951 für Bruno Leddin (SPD), eingetreten am 17. Mai 1951 |
| Rudolf Freidhof                                        | 1888–1983     | SPD        | Hessen                   | Eschwege                          | 35,6         | |
| Walter Freitag                                         | 1889–1958     | SPD        | Nordrhein-Westfalen      | Ennepe-Ruhr – Witten              | 40,5         | |
| Richard Freudenberg                                    | 1892–1975     | unabhängig | Württemberg-Baden        | Mannheim-Land                     | 43,7         | FDP-Gast, ab 5. Dezember 1952 fraktionslos |
| Martin Frey                                            | 1904–1971     | CDU        | Nordrhein-Westfalen      | Geldern – Kleve                   | 60,0         | |
| Hans-Joachim Fricke                                    | 1904–1974     | DP         | Niedersachsen            | Harz                              |              | nachgewählt am 16. März 1952 für Hermann Stopperich (SPD), eingetreten am 22. März 1952 |
| Ferdinand Friedensburg                                 | 1886–1972     | CDU        | Berlin                   |                                   |              | eingetreten am 1. Februar 1952 |
| Hans Friedrich                                         | 1917–1998     | FDP        | Hessen                   |                                   |              | ab 5. Oktober 1950 fraktionslos, ab 16. November 1950 BHE/DG, ab 2. April 1952 FDP-Gast |
| Hans-Gerd Fröhlich                                     | 1914–1995     | WAV        | Bayern                   |                                   |              | ab 13. Oktober 1950 BHE/DG, ab 21. März 1952 fraktionslos |
| Heinz Frommhold                                        | 1906–1979     | DKP-DRP    | Niedersachsen            |                                   |              | ab 7. September 1949 Nationale Rechte, ab 5. Oktober 1950 fraktionslos (DRP), ab 26. März 1952 DP-Gast, ab 11. Februar 1953 fraktionslos |
| Konrad Frühwald                                        | 1890–1970     | FDP        | Bayern                   |                                   |              | |
| Gustav Fuchs                                           | 1900–1969     | CSU        | Bayern                   | Bad Kissingen                     | 42,4         | |
| Elimar Freiherr von Fürstenberg                        | 1910–1981     | BP         | Bayern                   | Landshut                          | 32,9         | ab 7. November 1950 fraktionslos, ab 19. Januar 1951 CSU |
| Joseph-Ernst Fugger von Glött                          | 1895–1981     | CSU        | Bayern                   | Memmingen                         | 38,7         | |
| Oscar Funcke                                           | 1885–1965     | FDP        | Nordrhein-Westfalen      |                                   |              | eingetreten am 14. September 1951 für Hermann Höpker-Aschoff |
| Friedrich Funk                                         | 1900–1963     | CSU        | Bayern                   | Schweinfurt                       | 38,5         | |
| Karl Gaul                                              | 1889–1972     | FDP        | Hessen                   | Wetzlar                           | 29,8         | |
| Karl Gengler                                           | 1886–1974     | CDU        | Württemberg-Hohenzollern | Rottweil                          | 50,5         | |
| Robert Geritzmann                                      | 1893–1969     | SPD        | Nordrhein-Westfalen      | Gelsenkirchen                     | 36,5         | |
| Heinrich Gerns                                         | 1892–1963     | CDU        | Schleswig-Holstein       | Plön – Eutin/Nord                 | 46,7         | |
| Eugen Gerstenmaier                                     | 1906–1986     | CDU        | Württemberg-Baden        | Backnang                          | 30,5         | |
| Paul Gibbert                                           | 1898–1967     | CDU        | Rheinland-Pfalz          | Cochem                            | 66,6         | |
| Christian Giencke                                      | 1896–1967     | CDU        | Schleswig-Holstein       | Husum – Südtondern – Eiderstedt   | 31,1         | |
| Heinrich Glasmeyer                                     | 1893–1974     | Zentrum    | Nordrhein-Westfalen      |                                   |              | ab 23. November 1951 CDU |
| Alfred Gleisner                                        | 1908–1991     | SPD        | Nordrhein-Westfalen      | Unna – Hamm                       | 42,5         | |
| Hermann Glüsing                                        | 1908–1981     | CDU        | Schleswig-Holstein       | Norder- und Süderdithmarschen     | 32,7         | |
| Josef Gockeln                                          | 1900–1958     | CDU        | Nordrhein-Westfalen      | Düsseldorf II                     | 37,2         | |
| Robert Görlinger                                       | 1888–1954     | SPD        | Nordrhein-Westfalen      |                                   |              | |
| Günter Goetzendorff                                    | 1917–2000     | WAV        | Bayern                   |                                   |              | ab 29. März 1950 DRP-Gast, ab 5. Oktober 1950 fraktionslos (DRP), ab 29. April 1953 WAV |
| Hubertus von Golitschek                                | 1910–1969     | FDP        | Württemberg-Baden        |                                   |              | |
| Hermann Götz                                           | 1914–1987     | CDU        | Hessen                   |                                   |              | |
| Otto Graf                                              | 1892–1971     | SPD        | Bayern                   | München-West                      | 27,1         | |
| Otto Heinrich Greve                                    | 1908–1968     | SPD        | Niedersachsen            | Nienburg – Schaumburg-Lippe       | 35,7         | |
| Margarete Gröwel                                       | 1899–1979     | CDU        | Hamburg                  | Hamburg IV                        | 41,8         | |
| Arthur Grundmann                                       | 1920–1987     | FDP        | Nordrhein-Westfalen      |                                   |              | |
| Wilhelm Gülich                                         | 1895–1960     | SPD        | Schleswig-Holstein       | Herzogtum Lauenburg               | 28,6         | |
| Bernhard Günther                                       | 1906–1981     | CDU        | Nordrhein-Westfalen      | Düren – Monschau – Schleiden      | 61,5         | |
| Gustav Gundelach                                       | 1888–1962     | KPD        | Hamburg                  |                                   |              | |
| Johannes Hagge                                         | 1893–1964     | CDU        | Schleswig-Holstein       | Schleswig – Eckernförde           | 28,3         | ab 24. Juni 1953 FDP |
| Wilhelm Hamacher                                       | 1883–1951     | Zentrum    | Nordrhein-Westfalen      |                                   |              | verstorben am 29. Juli 1951 |
| Richard Hammer                                         | 1897–1969     | FDP        | Hessen                   | Darmstadt                         | 36,8         | |
| Johannes Handschumacher                                | 1887–1957     | CDU        | Nordrhein-Westfalen      |                                   |              | eingetreten am 21. Januar 1953 für Franz Etzel |
| Heinrich Happe                                         | 1894–1979     | SPD        | Nordrhein-Westfalen      |                                   |              | |
| Paul Harig                                             | 1900–1977     | KPD        | Nordrhein-Westfalen      |                                   |              | |
| Walther Hasemann                                       | 1900–1976     | FDP        | Niedersachsen            |                                   |              | |
| Wolfgang Hedler                                        | 1899–1986     | DP         | Schleswig-Holstein       |                                   |              | ab 19. Januar 1950 fraktionslos, ab 28. März 1950 DRP-Gast, ab 16. September 1950 fraktionslos, ab 29. April 1953 WAV |
| Rudolf-Ernst Heiland                                   | 1910–1965     | SPD        | Nordrhein-Westfalen      |                                   |              | |
| Anne Marie Heiler                                      | 1889–1979     | CDU        | Hessen                   |                                   |              | |
| Franz Heinen                                           | 1887–1963     | SPD        | Nordrhein-Westfalen      |                                   |              | eingetreten am 24. Juli 1953 für Erik Nölting |
| Martin Heix                                            | 1903–1977     | CDU        | Nordrhein-Westfalen      | Oberhausen                        | 29,0         | |
| Heinrich Hellwege                                      | 1908–1991     | DP         | Niedersachsen            | Stade – Bremervörde               | 40,4         | Vorsitzender der DP-Bundestagsfraktion (7. September bis 2. November 1949), Bundesminister für Angelegenheiten des Bundesrates (seit 20. September 1949)                                                                                        |
| Günther Henle                                          | 1899–1979     | CDU        | Nordrhein-Westfalen      | Rhein-Wupper-Kreis                | 34,8         | |
| Hans Henn                                              | 1899–1958     | FDP        | Berlin                   |                                   |              | eingetreten am 1. Februar 1952 |
| Arno Hennig                                            | 1897–1963     | SPD        | Niedersachsen            | Göttingen-Münden                  | 31,6         | |
| Fritz Henßler                                          | 1886–1953     | SPD        | Nordrhein-Westfalen      | Dortmund I                        | 43,4         | |
| Gustav Herbig                                          | 1888–1965     | SPD        | Baden                    |                                   |              | ausgeschieden am 1. Dezember 1951 |
| Matthäus Herrmann                                      | 1879–1959     | SPD        | Bayern                   | Bayreuth                          | 39,7         | |
| Theodor Heuss                                          | 1884–1963     | FDP        | Württemberg-Baden        |                                   |              | Vorsitzender der FDP-Bundestagsfraktion (4. bis 12. September 1949), ausgeschieden am 15. September 1949 |
| Anton Hilbert                                          | 1898–1986     | CDU        | Baden                    | Donaueschingen                    | 54,6         | |
| Werner Hilpert                                         | 1897–1957     | CDU        | Hessen                   |                                   |              | ausgeschieden am 10. Oktober 1949 |
| Heinrich Höcker                                        | 1886–1962     | SPD        | Nordrhein-Westfalen      | Herford-Stadt und -Land           | 45,9         | |
| Johannes Hoffmann                                      | 1889–1960     | Zentrum    | Nordrhein-Westfalen      |                                   |              | eingetreten am 7. August 1951 für Wilhelm Hamacher, ab 14. Dezember 1951 FU |
| Curt Hoffmann                                          | 1897–1961     | FDP        | Schleswig-Holstein       |                                   |              | eingetreten am 15. Juni 1951 für Fritz Oellers |
| Karl Hoffmann                                          | 1901–1981     | FDP        | Baden                    |                                   |              | |
| Heinrich Höfler                                        | 1897–1963     | CDU        | Baden                    | Emmendingen                       | 52,8         | |
| Franz Höhne                                            | 1904–1980     | SPD        | Bayern                   |                                   |              | |
| Heinrich Hohl                                          | 1900–1968     | CDU        | Hessen                   |                                   |              | eingetreten am 3. November 1949 für Werner Hilpert |
| Friedrich Holzapfel                                    | 1900–1969     | CDU        | Nordrhein-Westfalen      | Warburg – Höxter – Büren          | 40,3         | ausgeschieden am 20. Januar 1953 |
| Matthias Hoogen                                        | 1904–1985     | CDU        | Nordrhein-Westfalen      | Kempen-Krefeld                    | 43,5         | |
| Hermann Höpker-Aschoff                                 | 1883–1954     | FDP        | Nordrhein-Westfalen      |                                   |              | ausgeschieden am 9. September 1951 |
| Anton Hoppe                                            | 1889–1968     | CDU        | Nordrhein-Westfalen      | Recklinghausen-Land               | 38,1         | |
| Michael Horlacher                                      | 1888–1957     | CSU        | Bayern                   | Forchheim                         | 34,9         | |
| Peter Horn                                             | 1891–1967     | CDU        | Hessen                   |                                   |              | eingetreten am 10. Juni 1950 für Hans Schlange-Schöningen |
| Elinor Hubert                                          | 1900–1973     | SPD        | Niedersachsen            | Alfeld – Holzminden               | 43,4         | |
| Karl Hübner                                            | 1897–1965     | FDP        | Berlin                   |                                   |              | eingetreten am 1. Februar 1952 |
| Eugen Huth                                             | 1901–1976     | CDU        | Nordrhein-Westfalen      | Wuppertal II                      | 37,5         | |
| Margarete Hütter                                       | 1909–2003     | FDP        | Württemberg-Baden        |                                   |              | eingetreten am 15. September 1949 für Theodor Heuss |
| Herta Ilk                                              | 1902–1972     | FDP        | Bayern                   |                                   |              | eingetreten am 3. November 1949 für Fritz Linnert |
| Heinrich Imig                                          | 1893–1956     | SPD        | Nordrhein-Westfalen      | Herne – Castrop-Rauxel            | 41,7         | |
| Werner Jacobi                                          | 1907–1970     | SPD        | Nordrhein-Westfalen      |                                   |              | |
| Peter Jacobs                                           | 1906–1967     | SPD        | Rheinland-Pfalz          |                                   |              | |
| Elfriede Jaeger                                        | 1899–1964     | DKP-DRP    | Niedersachsen            |                                   |              | fraktionslos, eingetreten am 29. Februar 1952 für Fritz Rößler alias „Dr. Franz Richter“ (DKP-DRP) |
| Paul Hans Jaeger                                       | 1886–1958     | FDP        | Nordrhein-Westfalen      |                                   |              | eingetreten am 22. Januar 1953 für Hans Albrecht Freiherr von Rechenberg |
| Richard Jaeger                                         | 1913–1998     | CSU        | Bayern                   | Fürstenfeldbruck                  | 27,1         | |
| Robert Jaffé                                           | 1894–1968     | DP         | Niedersachsen            |                                   |              | eingetreten am 9. Januar 1952 für Carl von Campe |
| Hans Jahn                                              | 1885–1960     | SPD        | Niedersachsen            | Hannover-Land                     | 45,9         | |
| Albert Ludwig Juncker                                  | 1904–1987     | FDP        | Nordrhein-Westfalen      |                                   |              | |
| Johann Junglas                                         | 1898–1963     | CDU        | Rheinland-Pfalz          | Ahrweiler                         | 67,9         | |
| Karl Kahn                                              | 1900–1966     | CSU        | Bayern                   | Burglengenfeld                    | 37,0         | |
| Jakob Kaiser                                           | 1888–1961     | CDU        | Nordrhein-Westfalen      | Essen III                         | 32,4         | Bundesminister für gesamtdeutsche Fragen (seit 20. September 1949) |
| Oskar Kalbfell                                         | 1897–1979     | SPD        | Württemberg-Hohenzollern | Reutlingen                        | 33,3         | |
| Hellmut Kalbitzer                                      | 1913–2006     | SPD        | Hamburg                  |                                   |              | |
| Margot Kalinke                                         | 1909–1981     | DP         | Niedersachsen            |                                   |              | |
| Hugo Karpf                                             | 1895–1994     | CSU        | Bayern                   | Aschaffenburg                     | 46,8         | |
| Linus Kather                                           | 1893–1983     | CDU        | Schleswig-Holstein       |                                   |              | |
| Irma Keilhack                                          | 1908–2001     | SPD        | Hamburg                  | Hamburg V                         | 40,7         | |
| Wilfried Keller                                        | 1918–1991     | WAV        | Bayern                   |                                   |              | eingetreten am 24. April 1952 für Wilhelm Paschek (ursp. WAV, ab 6. Dezember 1951 DP), fraktionslos |
| Emil Kemmer                                            | 1914–1965     | CSU        | Bayern                   | Bamberg                           | 33,0         | |
| Heinrich Kemper                                        | 1888–1962     | CDU        | Rheinland-Pfalz          | Trier                             | 64,8         | |
| Karl Kern                                              | 1900–1974     | CDU        | Württemberg-Baden        |                                   |              | |
| Dietrich Keuning                                       | 1908–1980     | SPD        | Nordrhein-Westfalen      | Dortmund II                       | 41,4         | |
| Kurt Georg Kiesinger                                   | 1904–1988     | CDU        | Württemberg-Hohenzollern | Ravensburg                        | 75,3         | |
| Georg Richard Kinat                                    | 1888–1973     | SPD        | Nordrhein-Westfalen      |                                   |              | |
| Liesel Kipp-Kaule                                      | 1906–1992     | SPD        | Nordrhein-Westfalen      |                                   |              | |
| Erich Klabunde                                         | 1907–1950     | SPD        | Hamburg                  |                                   |              | verstorben am 21. November 1950 |
| Josef Ferdinand Kleindinst                             | 1881–1962     | CSU        | Bayern                   | Augsburg-Stadt                    | 29,0         | |
| Friedrich Klinge                                       | 1883–1949     | DP         | Niedersachsen            |                                   |              | Vorsitzender der DP-Bundestagsfraktion (seit 2. November 1949), verstorben am 21. Dezember 1949 |
| Otto Kneipp                                            | 1884–1965     | FDP        | Hessen                   |                                   |              | |
| Waldemar von Knoeringen                                | 1906–1971     | SPD        | Bayern                   |                                   |              | ausgeschieden am 3. April 1951 |
| Wilhelm Knothe                                         | 1888–1952     | SPD        | Hessen                   | Friedberg                         | 33,1         | verstorben am 20. Februar 1952 |
| Harald Koch                                            | 1907–1992     | SPD        | Hessen                   | Offenbach                         | 37,2         | |
| Georg Kohl                                             | 1881–1952     | FDP        | Württemberg-Baden        | Heilbronn                         | 28,2         | verstorben am 31. Januar 1952 |
| Rudolf Kohl                                            | 1895–1964     | KPD        | Württemberg-Baden        |                                   |              | eingetreten am 26. Januar 1950 für Robert Leibbrand |
| Erich Köhler                                           | 1892–1958     | CDU        | Hessen                   |                                   |              | Präsident des Deutschen Bundestages (7. September 1949 bis 18. Oktober 1950) |
| Wilhelm Königswarter                                   | 1890–1966     | SPD        | Berlin                   |                                   |              | eingetreten am 1. Februar 1952 |
| Hermann Kopf                                           | 1901–1991     | CDU        | Baden                    | Freiburg                          | 48,6         | |
| Lisa Korspeter                                         | 1900–1992     | SPD        | Niedersachsen            | Celle                             | 27,9         | |
| Anni Krahnstöver                                       | 1904–1961     | SPD        | Schleswig-Holstein       | Pinneberg                         | 36,3         | |
| Paul Krause                                            | 1905–1950     | Zentrum    | Nordrhein-Westfalen      |                                   |              | verstorben am 18. Oktober 1950 |
| Gerhard Kreyssig                                       | 1899–1982     | SPD        | Bayern                   |                                   |              | eingetreten am 4. April 1951 für Waldemar von Knoeringen |
| Herbert Kriedemann                                     | 1903–1977     | SPD        | Niedersachsen            | Hameln – Springe                  | 34,1         | |
| Heinrich Krone                                         | 1895–1989     | CDU        | Berlin                   |                                   |              | |
| Christian Kuhlemann                                    | 1891–1964     | DP         | Niedersachsen            |                                   |              | |
| Georg Kühling                                          | 1886–1963     | CDU        | Niedersachsen            | Vechta – Cloppenburg              | 45,9         | |
| Walther Kühn                                           | 1892–1962     | FDP        | Nordrhein-Westfalen      |                                   |              | |
| Ernst Kuntscher                                        | 1899–1971     | CDU        | Niedersachsen            |                                   |              | |
| Johannes Kunze                                         | 1892–1959     | CDU        | Nordrhein-Westfalen      |                                   |              | |
| Georg Kurlbaum                                         | 1902–1988     | SPD        | Bayern                   | Schwabach                         | 33,5         | |
| Wilhelm Laforet                                        | 1877–1959     | CSU        | Bayern                   | Würzburg                          | 43,8         | |
| Roman Lampl                                            | 1900–1965     | BP         | Bayern                   |                                   |              | eingetreten am 10. November 1950 für Ernst Falkner, ab 14. Dezember 1951 FU |
| Erwin Lange                                            | 1914–1991     | SPD        | Nordrhein-Westfalen      | Essen I                           | 35,3         | |
| Erich Langer                                           | 1905–1958     | FDP        | Niedersachsen            |                                   |              | ab 10. Juni 1952 fraktionslos, ab 29. März 1953 WAV |
| Willi Lausen                                           | 1901–1972     | SPD        | Württemberg-Baden        | Ludwigsburg                       | 26,7         | |
| Bruno Leddin                                           | 1898–1951     | SPD        | Niedersachsen            | Stadt Hannover-Nord               | 44,1         | verstorben am 25. März 1951 |
| Robert Lehr                                            | 1883–1956     | CDU        | Nordrhein-Westfalen      | Düsseldorf I                      | 42,5         | Bundesminister des Innern (seit 11. Oktober 1950) |
| Robert Leibbrand                                       | 1901–1963     | KPD        | Württemberg-Baden        |                                   |              | ausgeschieden am 26. Januar 1950 |
| Eugen Leibfried                                        | 1897–1978     | CDU        | Württemberg-Baden        | Sinsheim                          | 37,8         | |
| Ernst Lemmer                                           | 1898–1970     | CDU        | Berlin                   |                                   |              | eingetreten am 1. Februar 1952 |
| Aloys Lenz                                             | 1910–1976     | CDU        | Nordrhein-Westfalen      | Köln-Land                         | 43,0         | |
| Gottfried Leonhard                                     | 1895–1983     | CDU        | Württemberg-Baden        | Karlsruhe-Land                    | 34,5         | |
| Heinrich Leuchtgens                                    | 1876–1959     | FDP        | Hessen                   |                                   |              | NDP-Vorsitzender, nach einem Wahlabkommen über die hessische FDP-Landesliste gewählt; Gruppe Nationale Rechte; ab 21. Januar 1950 DRP, ab 5. Oktober 1950 fraktionslos (DRP), ab 6. Dezember 1950 DP, ab 27. Juli 1953 partei- und fraktionslos |
| Eduard Leuze                                           | 1906–1973     | FDP        | Württemberg-Hohenzollern |                                   |              | eingetreten am 21. März 1952 für Eberhard Wildermuth |
| Fritz Linnert                                          | 1885–1949     | FDP        | Bayern                   |                                   |              | verstorben am 27. Oktober 1949 |
| Paul Löbe                                              | 1875–1967     | SPD        | Berlin                   |                                   |              | |
| Gertrud Lockmann                                       | 1895–1962     | SPD        | Hamburg                  |                                   |              | eingetreten am 28. November 1950 für Erich Klabunde |
| Hans Löfflad                                           | 1922–1997     | WAV        | Bayern                   |                                   |              | ab 6. Dezember 1951 DP |
| Bernhard Lohmüller                                     | 1891–1952     | SPD        | Bremen                   | Bremerhaven – Bremen-Nord         | 37,3         | verstorben am 2. März 1952 |
| Martin Loibl                                           | 1898–1951     | CSU        | Bayern                   | Donauwörth                        | 36,2         | verstorben am 16. April 1951 |
| Alfred Loritz                                          | 1902–1979     | WAV        | Bayern                   |                                   |              | Vorsitzender der WAV-Bundestagsfraktion (7. September 1949 bis 13. Oktober 1951), ab 6. Dezember 1951 fraktionslos, ab 29. April 1953 WAV, Vorsitzender der Gruppe der WAV (seit 29. April 1953)                                                |
| Heinrich Lübke                                         | 1894–1972     | CDU        | Nordrhein-Westfalen      | Arnsberg – Soest                  | 40,7         | ausgeschieden am 30. September 1950 |
| Paul Luchtenberg                                       | 1890–1973     | FDP        | Nordrhein-Westfalen      |                                   |              | eingetreten am 30. Oktober 1950 für Friedrich Middelhauve |
| Paul Lücke                                             | 1914–1976     | CDU        | Nordrhein-Westfalen      | Rheinisch-Bergischer Kreis        | 48,6         | |
| Adolf Ludwig                                           | 1892–1962     | SPD        | Rheinland-Pfalz          | Kaiserslautern                    | 36,5         | |
| Gerhard Lütkens                                        | 1893–1955     | SPD        | Nordrhein-Westfalen      |                                   |              | |
| Heinrich Maerkl                                        | 1912–1983     | BP         | Bayern                   |                                   |              | eingetreten am 1. September 1952 für Eugen Fürst zu Oettingen-Wallerstein; Fraktion der FU |
| Friedrich Maier                                        | 1894–1960     | SPD        | Baden                    |                                   |              | |
| Ernst Majonica                                         | 1920–1997     | CDU        | Nordrhein-Westfalen      | Arnsberg – Soest                  |              | nachgewählt am 19. November 1950 für Heinrich Lübke |
| Robert Margulies                                       | 1908–1974     | FDP        | Württemberg-Baden        |                                   |              | |
| Franz Marx                                             | 1903–1985     | SPD        | Bayern                   | München-Ost                       | 30,8         | |
| Willy Massoth                                          | 1911–1978     | CDU        | Hessen                   |                                   |              | |
| Heinz Matthes                                          | 1897–1976     | DP         | Niedersachsen            | Fallingbostel – Hoya              | 32,3         | |
| Oskar Matzner                                          | 1898–1980     | SPD        | Württemberg-Baden        |                                   |              | |
| Adolf Mauk                                             | 1906–1983     | FDP        | Württemberg-Baden        | Heilbronn                         |              | nachgewählt am 20. März 1952 für Georg Kohl, eingetreten am 7. April 1952 |
| Agnes Katharina Maxsein                                | 1904–1991     | CDU        | Berlin                   |                                   |              | eingetreten am 1. Februar 1952 |
| Ernst Mayer                                            | 1901–1952     | FDP        | Württemberg-Baden        |                                   |              | verstorben am 18. Dezember 1952 |
| Hugo Mayer                                             | 1899–1968     | CDU        | Rheinland-Pfalz          | Kreuznach                         | 34,3         | |
| Georg Mayerhofer                                       | 1894–1966     | BP         | Bayern                   | Altötting                         | 33,5         | ab 14. Dezember 1951 FU |
| Matthias Joseph Mehs                                   | 1893–1976     | CDU        | Rheinland-Pfalz          | Prüm                              | 80,2         | |
| Franz Xaver Meitinger                                  | 1905–1966     | BP         | Bayern                   |                                   |              | eingetreten am 26. September 1951 für Gebhard Seelos, ab 14. Dezember 1951 FU |
| Karl Meitmann                                          | 1891–1971     | SPD        | Hamburg                  | Hamburg VI                        | 43,4         | |
| Wilhelm Mellies                                        | 1899–1958     | SPD        | Nordrhein-Westfalen      | Lemgo                             | 39,6         | |
| Erich Mende                                            | 1916–1998     | FDP        | Nordrhein-Westfalen      |                                   |              | |
| Fritz Mensing                                          | 1895–1978     | CDU        | Niedersachsen            |                                   |              | |
| Walter Menzel                                          | 1901–1963     | SPD        | Nordrhein-Westfalen      |                                   |              | |
| Hans-Joachim von Merkatz                               | 1905–1982     | DP         | Niedersachsen            | Verden – Rotenburg – Osterholz    | 32,7         | Vorsitzender der DP-Bundestagsfraktion (seit 17. März 1953) |
| Hans Merten                                            | 1908–1967     | SPD        | Hessen                   | Waldeck                           |              | nachgewählt am 15. April 1951 für Karl Rüdiger (FDP), eingetreten am 23. April 1951 |
| Arthur Mertins                                         | 1898–1979     | SPD        | Niedersachsen            | Cuxhaven – Hadeln – Wesermünde    | 34,3         | |
| Erich Meyer                                            | 1900–1968     | SPD        | Nordrhein-Westfalen      | Wattenscheid – Wanne-Eickel       | 41,0         | |
| Heinz Meyer                                            | 1897–1959     | SPD        | Bremen                   | Bremen-Ost                        | 29,9         | |
| Emmy Meyer-Laule                                       | 1899–1985     | SPD        | Württemberg-Baden        |                                   |              | |
| Friedrich Middelhauve                                  | 1896–1966     | FDP        | Nordrhein-Westfalen      |                                   |              | ausgeschieden am 17. Oktober 1950 |
| Herwart Miessner                                       | 1911–2002     | DKP-DRP    | Niedersachsen            |                                   |              | ab 5. Oktober 1950 FDP-Gast, ab 20. Dezember 1950 FDP |
| Friedhelm Missmahl                                     | 1904–1967     | SPD        | Nordrhein-Westfalen      | Moers                             | 36,0         | |
| Karl Mommer                                            | 1910–1990     | SPD        | Württemberg-Baden        |                                   |              | |
| Kurt Moosdorf                                          | 1884–1956     | SPD        | Hessen                   | Friedberg                         |              | nachgewählt am 4. Mai 1952 für Wilhelm Knothe |
| Wendelin Morgenthaler                                  | 1888–1963     | CDU        | Baden                    | Rastatt                           | 59,5         | |
| Willibald Mücke                                        | 1904–1984     | SPD        | Bayern                   | Erlangen                          | 26,8         | |
| Richard Muckermann                                     | 1891–1981     | CDU        | Nordrhein-Westfalen      | Neuß – Grevenbroich               | 47,3         | |
| Franz Mühlenberg                                       | 1894–1976     | CDU        | Nordrhein-Westfalen      | Aachen-Land                       | 50,2         | |
| Hans Mühlenfeld                                        | 1901–1969     | DP         | Niedersachsen            |                                   |              | Vorsitzender der DP-Bundestagsfraktion (21. Dezember 1949 bis 15. März 1953), ausgeschieden am 15. Mai 1953 |
| Friederike Mulert                                      | 1896–1991     | FDP        | Berlin                   |                                   |              | eingetreten am 1. Februar 1952 |
| Heinrich Müller                                        | 1901–1966     | SPD        | Hessen                   | Obertaunuskreis                   | 30,7         | |
| Karl Müller                                            | 1884–1964     | CDU        | Nordrhein-Westfalen      | Geilenkirchen – Erkelenz – Jülich | 64,2         | |
| Kurt Müller                                            | 1903–1990     | KPD        | Nordrhein-Westfalen      |                                   |              | ab 10. Mai 1950 fraktionslos; in Ost-Berlin als Westspion verhaftet, die aus Berlin (Ost) mitgeteilte Mandatsniederlegung wurde nicht anerkannt                                                                                                 |
| Oskar Müller                                           | 1896–1970     | KPD        | Hessen                   |                                   |              | |
| Willy Müller                                           | 1903–1976     | SPD        | Rheinland-Pfalz          | Worms                             | 36,6         | |
| Ernst Müller-Hermann                                   | 1915–1994     | CDU        | Bremen                   |                                   |              | eingetreten am 1. Januar 1952 für Johannes Degener |
| Friederike Nadig                                       | 1897–1970     | SPD        | Nordrhein-Westfalen      | Bielefeld-Stadt                   | 44,8         | |
| Wilhelm Naegel                                         | 1904–1956     | CDU        | Niedersachsen            |                                   |              | |
| Jakob Neber                                            | 1891–1968     | CDU        | Rheinland-Pfalz          |                                   |              | |
| Peter Nellen                                           | 1912–1969     | CDU        | Nordrhein-Westfalen      | Münster                           | 34,6         | |
| Kurt Neubauer                                          | 1922–2012     | SPD        | Berlin                   |                                   |              | eingetreten am 1. Februar 1952 |
| August Neuburger                                       | 1902–1999     | CDU        | Württemberg-Baden        | Bruchsal                          | 48,8         | |
| Franz Neumann                                          | 1904–1974     | SPD        | Berlin                   |                                   |              | |
| Fritz Neumayer                                         | 1884–1973     | FDP        | Rheinland-Pfalz          |                                   |              | Bundesminister für Wohnungsbau (seit 15. Juli 1952) |
| Christof Nickl                                         | 1886–1967     | CSU        | Bayern                   | Cham                              | 36,3         | |
| Otto Niebergall                                        | 1904–1977     | KPD        | Rheinland-Pfalz          |                                   |              | |
| Heinrich Niebes                                        | 1890–1966     | KPD        | Nordrhein-Westfalen      |                                   |              | eingetreten am 10. Juli 1952 für Walter Vesper |
| Maria Niggemeyer                                       | 1888–1968     | CDU        | Nordrhein-Westfalen      | Paderborn – Wiedenbrück           | 44,2         | |
| Wilhelm Niklas                                         | 1887–1957     | CSU        | Bayern                   | Donauwörth                        |              | nachgewählt am 27. Mai 1951 für Martin Loibl (CSU), eingetreten am 30. Mai 1951; Bundesminister für Ernährung, Landwirtschaft und Forsten (seit 20. September 1949)                                                                             |
| Robert Philipp Nöll von der Nahmer                     | 1899–1986     | FDP        | Rheinland-Pfalz          |                                   |              | |
| Erik Nölting                                           | 1892–1953     | SPD        | Nordrhein-Westfalen      | Iserlohn                          | 34,5         | verstorben am 15. Juli 1953 |
| Friedrich Nowack                                       | 1890–1959     | SPD        | Niedersachsen            | Lüneburg – Dannenberg             | 31,7         | |
| Wilhelm Nowack                                         | 1897–1990     | FDP        | Rheinland-Pfalz          |                                   |              | ausgeschieden am 30. September 1952 |
| Hermann Nuding                                         | 1902–1966     | KPD        | Württemberg-Baden        |                                   |              | ausgeschieden am 20. April 1951 |
| Willy Odenthal                                         | 1896–1962     | SPD        | Rheinland-Pfalz          | Neustadt an der Weinstraße        |              | nachgewählt am 23. September 1951 für Ernst Roth (SPD), eingetreten am 28. September 1951 |
| Fritz Oellers                                          | 1903–1977     | FDP        | Schleswig-Holstein       |                                   |              | ausgeschieden am 5. Juni 1951 |
| Josef Oesterle                                         | 1899–1959     | CSU        | Bayern                   | Augsburg-Land                     | 39,6         | |
| Eugen Fürst zu Oettingen-Wallerstein                   | 1885–1969     | BP         | Bayern                   |                                   |              | eingetreten am 8. Januar 1951 für Joseph Baumgartner, ab 14. Dezember 1951 FU, ausgeschieden am 1. September 1952 |
| Richard Oetzel                                         | 1901–1985     | CDU        | Nordrhein-Westfalen      |                                   |              | eingetreten am 24. Januar 1953 für Friedrich Holzapfel |
| Fritz Ohlig                                            | 1902–1971     | SPD        | Niedersachsen            | Delmenhorst – Wesermarsch         | 31,7         | |
| Erich Ollenhauer                                       | 1901–1963     | SPD        | Nordrhein-Westfalen      | Bochum                            | 39,1         | Vorsitzender der SPD-Bundestagsfraktion (seit 7. Oktober 1952) |
| Alfred Onnen                                           | 1904–1966     | FDP        | Niedersachsen            |                                   |              | |
| Eduard Orth                                            | 1902–1968     | CDU        | Rheinland-Pfalz          | Speyer                            | 52,7         | |
| Franz Ott                                              | 1910–1998     | unabhängig | Württemberg-Baden        | Esslingen                         | 28,0         | fraktionslos, ab 4. Mai 1950 WAV-Gast, ab 13. Oktober 1950 BHE/DG, ab 21. März 1952 fraktionslos, ab 26. März 1952 DP/DPB-Gast, ab 26. Juni 1952 fraktionslos                                                                                   |
| Otto Pannenbecker                                      | 1879–1956     | Zentrum    | Nordrhein-Westfalen      |                                   |              | ab 14. Dezember 1951 FU, Vorsitzender der FU-Bundestagsfraktion (seit 20. Februar 1952) |
| Sepp Parzinger                                         | 1911–1979     | BP         | Bayern                   | Traunstein                        | 33,6         | ab 14. Dezember 1951 FU |
| Wilhelm Paschek                                        | 1897–1952     | WAV        | Bayern                   |                                   |              | ab 29. März 1950 DRP-Gast, ab 5. Oktober 1950 fraktionslos, ab 30. Januar 1951 WAV, ab 6. Dezember 1951 DP, verstorben am 22. April 1952 |
| Ernst Paul                                             | 1897–1978     | SPD        | Württemberg-Baden        |                                   |              | |
| Hugo Paul                                              | 1905–1962     | KPD        | Nordrhein-Westfalen      |                                   |              | |
| Georg Pelster                                          | 1897–1963     | CDU        | Nordrhein-Westfalen      | Steinfurt – Tecklenburg           | 36,9         | |
| Georg Peters                                           | 1908–1992     | SPD        | Niedersachsen            | Aurich – Emden                    | 35,5         | |
| Franz Pfender                                          | 1899–1972     | CDU        | Württemberg-Hohenzollern |                                   |              | |
| Robert Pferdmenges                                     | 1880–1962     | CDU        | Nordrhein-Westfalen      |                                   |              | eingetreten am 12. Januar 1950 für Günther Sewald |
| Karl Georg Pfleiderer                                  | 1899–1957     | FDP        | Württemberg-Baden        | Waiblingen                        | 40,3         | |
| Kurt Pohle                                             | 1899–1961     | SPD        | Schleswig-Holstein       |                                   |              | |
| Bernard Povel                                          | 1897–1952     | CDU        | Niedersachsen            | Emsland                           | 50,5         | verstorben am 21. Oktober 1952 |
| Ludwig Preiß                                           | 1910–1996     | FDP        | Hessen                   | Marburg                           | 36,2         | |
| Ludwig Preller                                         | 1897–1974     | SPD        | Hessen                   | Kassel                            |              | nachgewählt am 11. März 1951 für Georg-August Zinn (SPD), eingetreten am 16. März 1951 |
| Victor-Emanuel Preusker                                | 1913–1991     | FDP        | Hessen                   | Wiesbaden                         | 36,4         | |
| Moritz-Ernst Priebe                                    | 1902–1990     | SPD        | Niedersachsen            | Uelzen                            | 36,0         | |
| Maria Probst                                           | 1902–1967     | CSU        | Bayern                   | Karlstadt                         | 54,0         | |
| Hermann Pünder                                         | 1888–1976     | CDU        | Nordrhein-Westfalen      | Köln II                           | 44,9         | |
| Willy Max Rademacher                                   | 1897–1971     | FDP        | Hamburg                  | Hamburg VIII                      | 38,7         | |
| Bernhard Raestrup                                      | 1880–1959     | CDU        | Nordrhein-Westfalen      | Beckum – Warendorf                | 41,7         | |
| Wilhelm Rahn                                           | 1900–1960     | BP         | Bayern                   |                                   |              | eingetreten am 14. Januar 1950 für Franz Ziegler, ab 8. September 1950 fraktionslos, ab 17. Oktober 1950 WAV-Gast, ab 14. Februar 1951 CSU |
| Wilhelm Rath                                           | 1892–1967     | FDP        | Württemberg-Baden        |                                   |              | |
| Hans Albrecht Freiherr von Rechenberg                  | 1892–1953     | FDP        | Nordrhein-Westfalen      |                                   |              | verstorben am 19. Januar 1953 |
| Luise Rehling                                          | 1896–1964     | CDU        | Nordrhein-Westfalen      | Hagen                             | 32,4         | |
| Hans Reif                                              | 1899–1984     | FDP        | Berlin                   |                                   |              | |
| Max Reimann                                            | 1898–1977     | KPD        | Nordrhein-Westfalen      |                                   |              | Vorsitzender der KPD-Bundestagsfraktion (7. September 1949 bis 16. Januar 1952), Vorsitzender der Gruppe der KPD (seit 16. Januar 1952) |
| Otto Reindl                                            | 1900–1994     | WAV        | Bayern                   |                                   |              | ab 6. Dezember 1951 DP/DPB, ab 9. Dezember 1952 fraktionslos, ab 29. April 1953 WAV |
| Bernhard Reismann                                      | 1903–1982     | Zentrum    | Nordrhein-Westfalen      |                                   |              | ab 14. Dezember 1951 FU |
| Richard Reitzner                                       | 1893–1962     | SPD        | Bayern                   |                                   |              | |
| Heinz Renner                                           | 1892–1964     | KPD        | Nordrhein-Westfalen      |                                   |              | |
| Hans Revenstorff                                       | 1906–1978     | FDP        | Schleswig-Holstein       |                                   |              | |
| Gerhard Ribbeheger                                     | 1918–2007     | Zentrum    | Nordrhein-Westfalen      |                                   |              | ab 14. Dezember 1951 FU |
| Franz Richter – Fritz Rößler alias „Dr. Franz Richter“ | 1912–1987     | DKP-DRP    | Niedersachsen            |                                   |              | ab 15. September 1949 Nationale Rechte, ab 6. September 1950 fraktionslos, ab 13. Dezember 1950 WAV-Gast, ab 17. Januar 1951 WAV, ab 26. September 1951 fraktionslos, ausgeschieden am 21. Februar 1952                                         |
| Willi Richter                                          | 1894–1972     | SPD        | Hessen                   |                                   |              | |
| Friedrich Rische                                       | 1914–2007     | KPD        | Nordrhein-Westfalen      |                                   |              | |
| Heinrich Georg Ritzel                                  | 1893–1971     | SPD        | Hessen                   | Dieburg                           | 36,6         | |
| Julie Rösch                                            | 1902–1984     | CDU        | Württemberg-Hohenzollern |                                   |              | |
| Ernst Roth                                             | 1901–1951     | SPD        | Rheinland-Pfalz          | Neustadt an der Weinstraße        | 39,4         | verstorben am 14. Mai 1951 |
| Karl Rüdiger                                           | 1896–1951     | FDP        | Hessen                   | Waldeck                           | 35,2         | verstorben am 20. Februar 1951 |
| Heinrich-Wilhelm Ruhnke                                | 1891–1963     | SPD        | Niedersachsen            | Hildesheim                        | 31,1         | |
| Oskar Rümmele                                          | 1890–1975     | CDU        | Baden                    | Offenburg                         | 49,5         | |
| Hermann Runge                                          | 1902–1975     | SPD        | Nordrhein-Westfalen      | Remscheid – Solingen              | 25,0         | |
| Anton Sabel                                            | 1902–1983     | CDU        | Hessen                   | Fulda                             | 43,0         | |
| Gustav Sander                                          | 1881–1955     | SPD        | Nordrhein-Westfalen      | Duisburg II                       | 36,6         | |
| Walter Sassnick                                        | 1895–1955     | SPD        | Bayern                   | Nürnberg                          | 39,6         | |
| Hermann Schäfer                                        | 1892–1966     | FDP        | Hamburg                  |                                   |              | Vizepräsident des Deutschen Bundestages Vorsitzender der FDP-Bundestagsfraktion (12. September 1949 bis 10. Januar 1951 und seit 6. Mai 1952)                                                                                                   |
| Fritz Schäffer                                         | 1888–1967     | CSU        | Bayern                   | Passau                            | 33,0         | Bundesminister der Finanzen (seit 20. September 1949) |
| Marta Schanzenbach                                     | 1907–1997     | SPD        | Baden                    |                                   |              | |
| Hugo Scharnberg                                        | 1893–1979     | CDU        | Hamburg                  | Hamburg II                        | 41,3         | |
| Josef Schatz                                           | 1905–1993     | CSU        | Bayern                   | Amberg                            | 33,5         | |
| Ernst Schellenberg                                     | 1907–1984     | SPD        | Berlin                   |                                   |              | eingetreten am 1. Februar 1952 für Otto Suhr |
| Lambert Schill                                         | 1888–1976     | CDU        | Baden                    | Lörrach                           | 41,3         | |
| Hans Schlange-Schöningen                               | 1886–1960     | CDU        | Hessen                   |                                   |              | ausgeschieden am 9. Juni 1950 |
| Carlo Schmid                                           | 1896–1979     | SPD        | Württemberg-Baden        | Mannheim-Stadt                    | 38,3         | Vizepräsident des Deutschen Bundestages |
| Martin Schmidt                                         | 1914–2002     | SPD        | Niedersachsen            | Northeim – Einbeck – Duderstadt   | 30,4         | |
| Wilhelm Schmidt                                        | 1888–1962     | WAV        | Bayern                   |                                   |              | ab 6. Dezember 1951 DP/DPB, ab 9. Dezember 1952 fraktionslos |
| Joseph Schmitt                                         | 1882–1967     | CDU        | Rheinland-Pfalz          | Mainz                             | 39,3         | |
| Hans Schmitz                                           | 1896–1986     | CDU        | Nordrhein-Westfalen      | Rheydt – M. Gladbach – Viersen    | 37,4         | |
| Kurt Schmücker                                         | 1919–1996     | CDU        | Niedersachsen            |                                   |              | |
| Ludwig Schneider                                       | 1898–1978     | FDP        | Hessen                   | Gießen                            | 39,5         | |
| Erwin Schoettle                                        | 1899–1976     | SPD        | Württemberg-Baden        | Stuttgart II                      | 33,1         | |
| Friedrich Schönauer                                    | 1904–1950     | SPD        | Bayern                   | Kulmbach                          | 27,6         | verstorben am 2. April 1950 |
| Joachim Schöne                                         | 1906–1967     | SPD        | Niedersachsen            | Peine – Gifhorn                   | 34,3         | |
| Gerhard Schröder                                       | 1910–1989     | CDU        | Nordrhein-Westfalen      | Düsseldorf-Mettmann               | 34,1         | |
| Louise Schroeder                                       | 1887–1957     | SPD        | Berlin                   |                                   |              | |
| Carl Schröter                                          | 1887–1952     | CDU        | Schleswig-Holstein       | Segeberg – Neumünster             | 31,0         | verstorben am 25. Februar 1952 |
| Richard Schröter                                       | 1892–1977     | SPD        | Berlin                   |                                   |              | eingetreten am 1. Februar 1952 |
| Fritz Schuler                                          | 1885–1955     | CDU        | Württemberg-Hohenzollern | Calw                              | 46,6         | |
| Hubert Schulze Pellengahr                              | 1899–1985     | CDU        | Nordrhein-Westfalen      | Lüdinghausen – Coesfeld           | 41,4         | |
| Kurt Schumacher                                        | 1895–1952     | SPD        | Niedersachsen            | Stadt Hannover-Süd                | 55,1         | Vorsitzender der SPD-Bundestagsfraktion (seit 7. September 1949), verstorben am 20. August 1952 |
| Johann Schuster                                        | 1912–1975     | WAV        | Bayern                   |                                   |              | ab 6. Dezember 1951 DP |
| Josef Schüttler                                        | 1902–1972     | CDU        | Baden                    | Konstanz                          | 50,5         | |
| Hans Schütz                                            | 1901–1982     | CSU        | Bayern                   | Dillingen                         | 35,5         | |
| Hans-Christoph Seebohm                                 | 1903–1967     | DP         | Niedersachsen            |                                   |              | Bundesminister für Verkehr (seit 20. September 1949) |
| Gebhard Seelos                                         | 1901–1984     | BP         | Bayern                   |                                   |              | Vorsitzender der BP-Bundestagsfraktion (seit 7. September 1949), ausgeschieden am 25. September 1951 |
| Johann Segitz                                          | 1898–1963     | SPD        | Bayern                   | Nürnberg – Fürth                  |              | nachgewählt am 2. Dezember 1951 für Wilhelm Fischer (SPD), eingetreten am 4. Dezember 1951 |
| Johannes Semler                                        | 1898–1973     | CSU        | Bayern                   | Kulmbach                          |              | nachgewählt am 14. Mai 1950 für Friedrich Schönauer (SPD) |
| Günther Serres                                         | 1910–1981     | CDU        | Nordrhein-Westfalen      | Krefeld                           | 35,0         | |
| Walter Seuffert                                        | 1907–1989     | SPD        | Bayern                   | München-Nord                      | 23,9         | |
| Günther Sewald                                         | 1905–1949     | CDU        | Nordrhein-Westfalen      |                                   |              | verstorben am 25. November 1949 |
| Theodor Siebel                                         | 1897–1975     | CDU        | Nordrhein-Westfalen      | Siegen-Wittgenstein               | 38,0         | |
| Max Solleder                                           | 1894–1966     | CSU        | Bayern                   | Regensburg                        | 33,9         | |
| Josef Spies                                            | 1906–1985     | CSU        | Bayern                   | Kaufbeuren                        | 31,3         | |
| Karl Graf von Spreti                                   | 1907–1970     | CSU        | Bayern                   | Kempten                           | 43,5         | |
| Willy Stahl                                            | 1903–1989     | FDP        | Baden                    |                                   |              | |
| Robert Stauch                                          | 1898–1981     | CDU        | Rheinland-Pfalz          | Westerburg                        | 53,7         | |
| Paul Stech                                             | 1892–1956     | SPD        | Schleswig-Holstein       | Oldenburg – Eutin/Süd             | 39,4         | |
| Artur Stegner                                          | 1907–1986     | FDP        | Niedersachsen            |                                   |              | |
| Viktoria Steinbiß                                      | 1892–1971     | CDU        | Nordrhein-Westfalen      |                                   |              | |
| Willi Steinhörster                                     | 1908–1978     | SPD        | Schleswig-Holstein       | Steinburg                         | 36,5         | |
| Georg Stierle                                          | 1897–1979     | SPD        | Hessen                   | Frankfurt am Main III             | 40,4         | |
| Hermann Stopperich                                     | 1895–1952     | SPD        | Niedersachsen            | Harz                              | 35,7         | verstorben am 6. Januar 1952 |
| Anton Storch                                           | 1892–1975     | CDU        | Niedersachsen            | Osnabrück                         | 35,4         | Bundesminister für Arbeit (seit 20. September 1949) |
| Franz Josef Strauß                                     | 1915–1988     | CSU        | Bayern                   | Weilheim                          | 28,8         | |
| Otto Striebeck                                         | 1894–1972     | SPD        | Nordrhein-Westfalen      | Mülheim                           | 34,9         | |
| Käte Strobel                                           | 1907–1996     | SPD        | Bayern                   |                                   |              | |
| Gertrud Strohbach                                      | 1911–2002     | KPD        | Württemberg-Baden        |                                   |              | eingetreten am 16. Mai 1951 für Hermann Nuding |
| Detlef Struve                                          | 1903–1987     | CDU        | Schleswig-Holstein       | Rendsburg                         | 32,7         | |
| Richard Stücklen                                       | 1916–2002     | CSU        | Bayern                   | Weißenburg                        | 42,7         | |
| Otto Suhr                                              | 1894–1957     | SPD        | Berlin                   |                                   |              | ausgeschieden am 31. Januar 1952 |
| Johann Temmen                                          | 1886–1959     | SPD        | Niedersachsen            | Leer                              | 35,1         | |
| Wilhelm Tenhagen                                       | 1911–1954     | SPD        | Nordrhein-Westfalen      | Gladbeck – Bottrop                | 35,6         | |
| Adolf von Thadden                                      | 1921–1996     | DKP-DRP    | Niedersachsen            |                                   |              | ab 15. September 1949 Nationale Rechte; 1950 DRP, ab 20. April 1950 fraktionslos |
| Grete Thiele                                           | 1913–1993     | KPD        | Nordrhein-Westfalen      |                                   |              | |
| Hans Tichi                                             | 1881–1955     | WAV        | Bayern                   |                                   |              | ab 13. Oktober 1950 BHE/DG, ab 21. März 1952 fraktionslos |
| Robert Tillmanns                                       | 1896–1955     | CDU        | Berlin                   |                                   |              | |
| Peter Tobaben                                          | 1905–1972     | DP         | Niedersachsen            |                                   |              | |
| Josef Trischler                                        | 1903–1975     | FDP        | Bayern                   |                                   |              | |
| Hermann Troppenz                                       | 1889–1964     | SPD        | Niedersachsen            | Braunschweig-Land – Helmstedt     | 31,3         | |
| Hermann Veit                                           | 1897–1973     | SPD        | Württemberg-Baden        | Karlsruhe-Stadt                   | 37,0         | |
| Walter Vesper                                          | 1897–1978     | KPD        | Nordrhein-Westfalen      |                                   |              | ausgeschieden am 30. Juni 1952 |
| Rudolf Vogel                                           | 1906–1991     | CDU        | Württemberg-Baden        | Aalen                             | 52,9         | |
| Ludwig Volkholz                                        | 1919–1994     | BP         | Bayern                   | Deggendorf                        | 35,5         | ab 14. Dezember 1951 FU |
| Axel de Vries                                          | 1892–1963     | FDP        | Württemberg-Baden        |                                   |              | eingetreten am 5. Januar 1953 für Ernst Mayer |
| Oskar Wacker                                           | 1898–1972     | CDU        | Württemberg-Baden        | Tauberbischofsheim                | 48,9         | |
| Oskar Wackerzapp                                       | 1883–1965     | CDU        | Niedersachsen            |                                   |              | |
| Friedrich Wilhelm Wagner                               | 1894–1971     | SPD        | Rheinland-Pfalz          | Ludwigshafen                      | 43,1         | |
| Eduard Wahl                                            | 1903–1985     | CDU        | Württemberg-Baden        | Heidelberg                        | 36,7         | |
| Josef Wallner                                          | 1908–1991     | WAV        | Bayern                   |                                   |              | ab 6. Dezember 1951 DP/DPB, ab 9. Dezember 1952 fraktionslos |
| Albert Walter                                          | 1885–1980     | DP         | Hamburg                  |                                   |              | |
| Johann Wartner                                         | 1883–1963     | BP         | Bayern                   | Straubing                         | 33,8         | ab 14. Dezember 1951 FU |
| Helene Weber                                           | 1881–1962     | CDU        | Nordrhein-Westfalen      | Aachen-Stadt                      | 53,2         | |
| Karl Weber                                             | 1898–1985     | CDU        | Rheinland-Pfalz          | Koblenz                           | 57,5         | |
| Herbert Wehner                                         | 1906–1990     | SPD        | Hamburg                  | Hamburg VII                       | 48,0         | |
| Philipp Wehr                                           | 1906–1960     | SPD        | Bremen                   | Bremerhaven – Bremen-Nord         |              | nachgewählt am 18. Mai 1952 für Bernhard Lohmüller (SPD), eingetreten am 21. Mai 1952 |
| Stephan Weickert                                       | 1892–1952     | WAV        | Bayern                   |                                   |              | ab 13. Oktober 1950 BHE/DG, verstorben am 16. März 1952 |
| August Weinhold                                        | 1892–1961     | SPD        | Nordrhein-Westfalen      |                                   |              | |
| Franz Weiß                                             | 1887–1974     | CDU        | Württemberg-Hohenzollern | Balingen                          | 59,3         | |
| Erwin Welke                                            | 1910–1989     | SPD        | Nordrhein-Westfalen      | Altena – Lüdenscheid              | 36,9         | |
| Hans Wellhausen                                        | 1894–1964     | FDP        | Bayern                   |                                   |              | |
| Ernst Weltner                                          | 1898–1969     | SPD        | Niedersachsen            | Neustadt – Grafschaft Schaumburg  | 34,5         | |
| Fritz Wenzel                                           | 1910–19??     | SPD        | Niedersachsen            | Wolfenbüttel – Goslar-Land        | 39,5         | |
| Helene Wessel                                          | 1898–1969     | Zentrum    | Nordrhein-Westfalen      |                                   |              | Vorsitzende der Bundestagsfraktion des Zentrums (7. September 1949 bis 14. Dezember 1951), ab 14. Dezember 1951 FU, Vorsitzende der FU-Bundestagsfraktion (14. Dezember 1951 bis Ende Februar 1952), ab 13. November 1952 fraktionslos (GVP)    |
| Eberhard Wildermuth                                    | 1890–1952     | FDP        | Württemberg-Hohenzollern |                                   |              | Bundesminister für Wohnungsbau (seit 20. September 1949); verstorben am 9. März 1952 |
| Rudolf Will                                            | 1893–1963     | FDP        | Berlin                   |                                   |              | eingetreten am 1. Februar 1952 |
| Alex Willenberg                                        | 1897–1974     | Zentrum    | Nordrhein-Westfalen      |                                   |              | eingetreten am 26. Oktober 1950 für Paul Krause, ab 14. Dezember 1951 FU |
| Bernhard Winkelheide                                   | 1908–1988     | CDU        | Nordrhein-Westfalen      | Recklinghausen-Stadt              | 38,4         | |
| Ernst Winter                                           | 1888–1954     | SPD        | Niedersachsen            | Stadt Hannover-Süd                |              | nachgewählt am 9. November 1952 für Kurt Schumacher (SPD) |
| Carl Wirths                                            | 1897–1955     | FDP        | Nordrhein-Westfalen      | Wuppertal I                       | 39,4         | |
| Otto Wittenburg                                        | 1891–1976     | DP         | Schleswig-Holstein       |                                   |              | |
| Konrad Wittmann                                        | 1905–1981     | WAV        | Bayern                   |                                   |              | ab 6. Dezember 1951 DP, ab 9. Mai 1952 fraktionslos, ab 5. Juli 1952 CDU/CSU-Gast |
| Jeanette Wolff                                         | 1888–1976     | SPD        | Berlin                   |                                   |              | eingetreten am 1. Februar 1952 |
| Ernst Woltje                                           | 1898–1965     | DP         | Niedersachsen            |                                   |              | eingetreten am 30. Mai 1953 für Hans Mühlenfeld |
| Max Wönner                                             | 1896–1960     | SPD        | Bayern                   | München-Süd                       | 27,7         | |
| Franz-Josef Wuermeling                                 | 1900–1986     | CDU        | Rheinland-Pfalz          | Altenkirchen (Westerwald)         | 53,6         | |
| Walter Zawadil                                         | 1909–1960     | FDP        | Bayern                   |                                   |              | ab 26. November 1952 DP |
| Franz Ziegler                                          | 1899–1949     | BP         | Bayern                   |                                   |              | verstorben am 30. Dezember 1949 |
| Georg-August Zinn                                      | 1901–1976     | SPD        | Hessen                   | Kassel                            | 42,3         | ausgeschieden am 21. Januar 1951 |
| Ernst Zühlke                                           | 1895–1976     | SPD        | Bayern                   | Coburg                            | 35,7         | |